# Coupe du Congo (volleyboll, damer)
Coupe du Congo är en volleybolltävling i Kongo-Kinshasa. VC Canon har vunnit tävlingen åtta gånger.

## Resultat per säsong
| Upplaga | Säsong               | Spelplats                                  | Podium    | Podium      | Podium     |
| Mästare | Tvåa                 | Trea                                       |           |             |            |
| ------- | -------------------- | ------------------------------------------ | --------- | ----------- | ---------- |
| 15      | 2018 mer information | Stadium de l’Espoir Kananga, Kasaï Central | VC Canon  | S Vita Club |            |
| 16      | 2019 mer information | Stadium des Martyrs Kinshasa               | VC Canon  | VC La Loi   | VC Ouragan |
| 17      | 2021 mer information | Shark clubs sportkomplex Gombe, Gombe      | VC La Loi | VC Canon    |            |
| 18      | 2022 mer information | Kolwezi, Lualaba                           | VC Canon  | VC La Loi   |            |